# Ауасотепек (муниципалитет)
Ауасотепек (исп. Ahuazotepec) — муниципалитет в Мексике, штат Пуэбла, с административным центром в одноимённом городе. Численность населения, по данным переписи 2010 года, составила 10 457 человек.

## Общие сведения
Название Ahuazotepec с языка науатль можно перевести как старый каменный дуб на холме.
Площадь муниципалитета равна 60,5 км², что составляет менее 0,18 % от площади штата. Он граничит с другими муниципалитетами Пуэблы: на севере с Уаучинанго, на востоке и юге с Сакатланом, а на западе с другим штатом Мексики — Идальго.

## Учреждение и состав
Муниципалитет был образован в 1895 году, в его состав входит 21 населённый пункт, самые крупные из которых:
| Код INEGI | Населённый пункт                                            | Численность населения (2005 год) | Численность населения (2010 год) |
| 008       | Всего                                                       | 9 573                            | 10 457                           |
| 0001      | Ауасотепек (административный центр)                         | 2 083                            | 2 351                            |
| 0004      | Беристайн (исп. Beristáin)                                  | 2 172                            | 2 335                            |
| 0006      | Лагуна-Сека (исп. Laguna Seca)                              | 947                              | 959                              |
| 0003      | Ла-Эстасьон-де-Ауасотепек (исп. La Estación de Ahuazotepec) | 659                              | 684                              |
| 0008      | Тенехаке (исп. Tenejaque)                                   | 421                              | 483                              |
| 0009      | Техаманилес (исп. Tejamaniles)                              | 394                              | 453                              |
| 0014      | Санта-Феликс (исп. Santa Félix)                             | 366                              | 419                              |

## Экономическая деятельность
По статистическим данным 2010 года, работоспособное население занято по секторам экономики в следующих пропорциях: сельское хозяйство и скотоводство — 27,9 %, обрабатывающая и производственная промышленность — 23,2 %, сфера услуг и туризма — 48,4 %.

## Инфраструктура
По статистическим данным 2010 года, инфраструктура развита следующим образом:
- электрификация: 96,4 %;
- водоснабжение: 88,1 %;
- водоотведение: 72,4 %.

## Туризм
Основным местом, привлекающим туристов, является церковь Успения Пресвятой Богородицы, построенная в XVI веке.